# معركة الوادي
معركة الوادي هي معركة وقعت في يوم 13 يناير كانون الثاني 1916 بين القوات البريطانية والقوات العثمانية شرق منطقة الشيخ السعد قرب مدينة الكوت في العراق أثناء الحرب العالمية الأولى، بدأت المعركة بعد تراجع للجيش العثماني إلى غرب نهر دجلة مما أدى لتقدم القوات البريطانية، لكن القوات العثمانية كبدتهم خسائر كبيرة بعد محاولتهم عبور النهر مما أدى للعثمانيين لإسترجاع الأراضي التي إحتلها البريطانيين.
مقدمة
في 5 ديسمبر حاصرت القوات العثمانية بقيادة خليل الكوت قوة انجلو هندية قوامها 25000 وبدأ حصار كوت العمارة